# Chorizanthe leptotheca
Chorizanthe leptotheca Goodman – gatunek rośliny z rodziny rdestowatych (Polygonaceae Juss.). Występuje naturalnie w północno-zachodnim Meksyku (w stanie Kalifornia Dolna) oraz południowo-zachodnich Stanach Zjednoczonych (w Kalifornii). 

## Morfologia
PokrójRoślina jednoroczna dorastająca do 5–30 cm wysokości. Pędy są owłosione.
LiścieBlaszka liściowa liści odziomkowych ma kształt od podłużnego do podłużnie owalnego. Mierzy 5–20 mm długości oraz 3–5 mm szerokości. Ogonek liściowy jest owłosiony i osiąga 10–30 mm długości.
KwiatyZebrane w wierzchotki jednoramienne, rozwijają się na szczytach pędów. Okwiat ma obły kształt i barwę od białej do różowej lub czerwonej, mierzy do 4–6 mm długości.
OwoceNiełupki o soczewkowatym kształcie, osiągają 3–4 mm długości.

## Biologia i ekologia
Rośnie w lasach sosnowych, chaparralu oraz zaroślach. Występuje na wysokości od 600 do 1600 m n.p.m. Kwitnie od maja do czerwca. 

## Ochrona
Chorizanthe leptotheca w Kalifornii posiada status gatunku narażonego.